# Plagiogeneion rubiginosum
Plagiogeneion rubiginosum is een straalvinnige vissensoort uit de familie van emmelichtiden (Emmelichthyidae). De wetenschappelijke naam van de soort is voor het eerst geldig gepubliceerd in 1875 door Hutton.